# Czterech muzyków z Bremy
Czterech muzyków z Bremy / Czterej muzykanci z Bremy (hiszp. Los trotamúsicos) – hiszpański serial animowany z 1989 roku. Istnieje też film pełnometrażowy.

## Wersja polska
W Polsce serial był emitowany z lektorem na TVP Regionalna w 1997 roku pod nazwą Czterej muzykanci z Bremy oraz na kanale Nasza TV pod nazwą Czterech muzyków z Bremy (pierwszy odcinek wyemitowano 27 marca 1999).

### TVP Regionalna
Czterej muzykanci z Bremy – wersja z lat 90. z hiszpańskim dubbingiem i polskim lektorem, którym był Stanisław Heropolitański.

### Wersja filmowa
Film pełnometrażowy z 1997 roku (wersja skrócona, zmontowana z odcinków serialu) wydana na VHS oraz DVD z angielskim dubbingiem i polskim lektorem pod nazwą 4 Muzykanci z Bremy (ang. Once Upon a Tune). Dystrybucja Demel.
Przygoda czwórki sympatycznych zwierząt – koguta Reggiego, psa Dudleya, kota Mandu i osiołka Dizziego, którzy stają się czwórką nierozłącznych przyjaciół. Pewnego razu postanawiają udać się do Bremy aby wziąć udział w konkursie muzycznym. Główną nagrodą jest złota trąbka, która została skradziona przez gang złodziei. Przez przypadek zwierzętom udaje się odzyskać skradziony przedmiot. Złodzieje odkrywają ten fakt i ruszają za nimi w pogoń.

## Postacie
Zwierzęta:
- Koki[a] / Reggi[b] (hiszp. Koki) – kogut koloru czerwonego, gra na gitarze.
- Wąsacz[a] / Mandu[b] (hiszp. Burlón) – szary kot, gra na saksofonie.
- Łapaj[a] / Dudley[b] (hiszp. Lupo) – biały pies z czarnymi uszami, lider grupy, gra na trąbce.
- Kłapouch[a] / Dizzi[b] (hiszp. Tonto) – osioł koloru brązowego, gra na perkusji.
- Mami (hiszp. Mami) – krowa
- Bella (hiszp. Bella) – kura
- Okaryna (hiszp. Ocarina) – gęś

Złodzieje:
- Szef[a] (hiszp. Chef) – lider grupy złodziei. Wysoki i chudy. Nosi ciemne okulary.
- Brzydal[a] / Drab (Wysoki)[b] (hiszp. Bestia) – mało inteligentny zarośnięty osiłek, żarłok, nosi opaskę na prawym oku.
- Mały[a] / Krótki (Mały)[b] (hiszp. Tapón) – najmniejszy i najbardziej inteligentny z grupy. Porusza się na psie o imieniu Atyla.
- Atyla (hiszp. Atila) – pies należący do bandy złodziei.

## Lista odcinków
| #  | Tytuł polski                 | Tytuł hiszpański                     |  |
| -- | ---------------------------- | ------------------------------------ |  |
|    |                              |                                      |  |
| 01 | Ucieczka Reggiego            | La fuga de Koki                      |  |
|    |                              |                                      |  |
| 02 | Kradzież w lesie             | Atraco en el bosque                  |  |
|    |                              |                                      |  |
| 03 | Dom duchów                   | Casa de fantasmas                    |  |
|    |                              |                                      |  |
| 04 | Wszyscy do Bremy!            | ¡Todos a Bremen!                     |  |
|    |                              |                                      |  |
| 05 | Przyjaciele lasu             | Los amigos del bosque                |  |
|    |                              |                                      |  |
| 06 | Piąty muzyk                  | El quinto músico                     |  |
|    |                              |                                      |  |
| 07 | Skarb groty                  | El tesoro de la gruta                |  |
|    |                              |                                      |  |
| 08 | Porwanie Dizziego            | El rapto de Tonto                    |  |
|    |                              |                                      |  |
| 09 | Cyrk                         | Tropiezos y trapecios                |  |
|    |                              |                                      |  |
| 10 | Geniusz Pomysłowego geniusza | Las genialidades del genio Ingenioso |  |
|    |                              |                                      |  |
| 11 | Balonowa przygoda            | La aventura del Montgolfo            |  |
|    |                              |                                      |  |
| 12 | Co za zespół!                | ¡Menudo equipo!                      |  |
|    |                              |                                      |  |
| 13 | Świąteczni złodzieje         | Ladrones navideños                   |  |
|    |                              |                                      |  |
| 14 | Miły Olbrzym                 | El gigante bondadoso                 |  |
|    |                              |                                      |  |
| 15 | Tańczący gaz                 | El gas bailarín                      |  |
|    |                              |                                      |  |
| 16 | Przekąska wilka              | La merienda del lobo                 |  |
|    |                              |                                      |  |
| 17 | Przygoda w kanionie          | Una aventura cañón                   |  |
|    |                              |                                      |  |
| 18 | Zagubieni w labiryncie       | El laberinto perdido                 |  |
|    |                              |                                      |  |
| 19 | Mały biały słoń              | El pequeño elefante blanco           |  |
|    |                              |                                      |  |
| 20 | Powrót Rat Ratera            | El regreso de Rat Rater              |  |
|    |                              |                                      |  |
| 21 | Kontratak Atyli              | Contra golpe, golpetazo              |  |
|    |                              |                                      |  |
| 22 | Przygoda na farmie           | Aventura en la granja                |  |
|    |                              |                                      |  |
| 23 | Dziwna sprawa                | El extraño caso raro                 |  |
|    |                              |                                      |  |
| 24 | Kuzyn jokera                 | El primo guasón                      |  |
|    |                              |                                      |  |
| 25 | Poszukaj w lesie             | Búsqueda en el bosque                |  |
|    |                              |                                      |  |
| 26 | Nierozłączna grupa           | Un grupo inseparable                 |  |
|    |                              |                                      |  |

Źródło:

## Ścieżki dźwiękowe
Lista utworów:
- 1. Obertura
- 2. Koki, el Rey del Corral
- 3. Baila Lupo, baila
- 4. Superganadores
- 5. Los Cuatro Músicos de Bremen
- 6. Marcha de Los Ladrones
- 7. Esto Tiene Mucho Ritmo
- 8. Te Queremos Tonto
- 9. Que Corra la Voz
- 10. Dejadme maullar
- 11. Los Trotamúsicos